# NGC 3095
NGC 3095 ist eine Balken-Spiralgalaxie vom Hubble-Typ SBc im Sternbild Antlia südlich der Ekliptik. Sie ist schätzungsweise 112 Millionen Lichtjahre von der Milchstraße entfernt und hat einen Durchmesser von etwa 125.000 Lj.
Im selben Himmelsareal befinden sich u. a. die Galaxien NGC 3100, NGC 3108, IC 2533.
Die Supernovae SN 2004ej (Typ-II) und SN 2008bp (Typ-IIP) wurden hier beobachtet.
Das Objekt wurde am 16. Februar 1836 von John Herschel entdeckt.

## NGC 3095-Gruppe (LGG 187)
| Galaxie  | Alternativname | Entfernung/Mio. Lj |
| -------- | -------------- | ------------------ |
| NGC 3095 | PGC 28919      | 112                |
| NGC 3108 | PGC 29076      | 110                |
| IC 2539  | PGC 29203      | 117                |